# Blagoveščenskij rajon (Oblast' dell'Amur)
Il Blagoveščenskij rajon (in russo Благовещенский район?) è un rajon dell'Oblast' dell'Amur, nella Russia asiatica con capoluogo Blagoveščensk.

## Centri abitati
- Volkovo
- Rovnoe
- Gribskoe
- Dronovo
- Peredovoe
- Udobnoe
- Grodekovo
- Zarečnyj
- Kanikurgan
- Markovo
- Michajlovka
- Grjaznuška
- Natal'ino
- Novopetrovka
- Egor'evka
- Novinka
- Prjadčino
- Novotroickoe
- Kanton-Kommuna
- Sergeevka
- Bibikovo
- Ust'-Ivanovka
- Vladimirovka
- Čigiri
- Verchneblagoveščenskoe
- Ignat'evo